# Beppo Levi

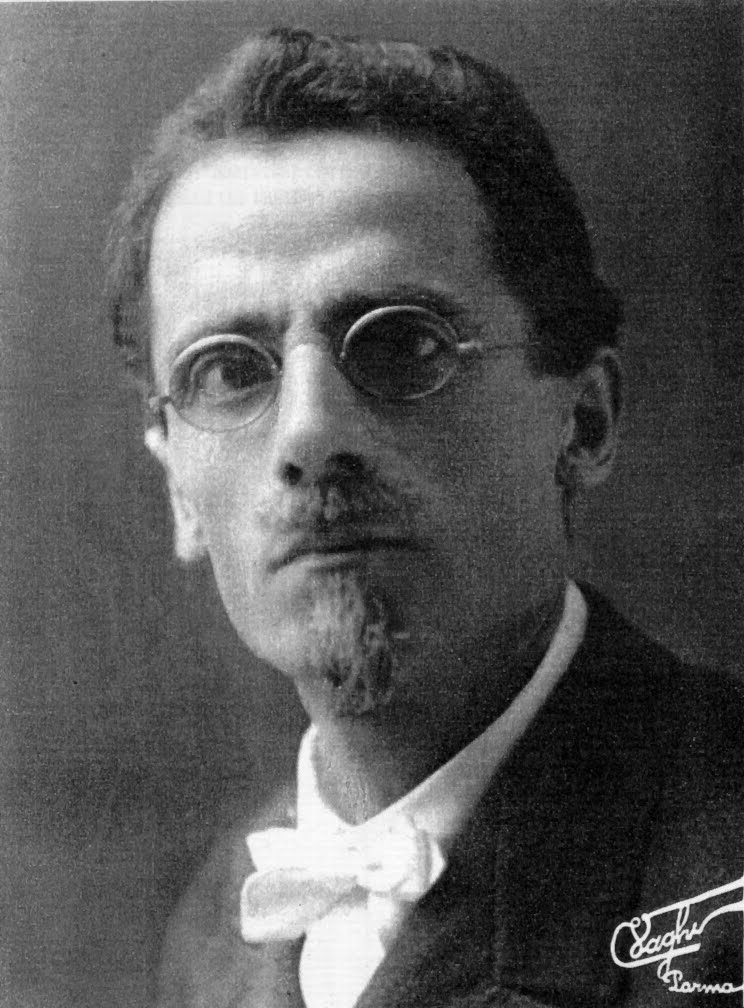
Beppo Levi

Beppo Levi (Turijn, 14 mei 1875 – Rosario (Argentinië), 28 augustus 1961), was een Italiaanse wiskundige.

## Leven en werk
Levi studeerde aan de Universiteit van Turijn bij onder andere Giuseppe Peano, Enrico D’Ovidio en Vito Volterra, en promoveerde in 1896 bij Corrado Segre. In 1901 werd hij hoogleraar aan de Technische hogeschool van Piacenza, in 1906 aan de universiteit van Cagliari op Sardinië, in 1910 aan de universiteit van Parma en in 1928 tot aan zijn emeritaat aan de Universiteit van Bologna. In 1925 tekende hij het Croce Manifesto tegen de fascisten. Naast zijn onderwijsactiviteit was hij vanaf de jaren 1920 ook actief in het Italiaanse wiskundegenootschap Unione Matematica Italiana en gaf daarvan vele jaren het bulletin uit. Van 1939 tot 1961 was hij hoogleraar aan de universiteit van Rosario in Argentinië, nadat hij vanwege zijn joodse afkomst uit Italië werd verbannen. In 20 jaar bouwde hij daar, al op pensioengerechtigde leeftijd, een wiskundig instituut op. Daar begeleidde hij de promotie van Pedro Elias Zadunaisky over de berekening van de banen van de manen van Jupiter. Vanaf 1906 leverde Levi belangrijke bijdragen aan de analyse, zoals de monotone-convergentiestelling in de Lebesgue integratietheorie. Van 1906-1908 schreef hij belangrijk werk over de groepsstructuur van rationale punten op elliptische krommen (hij sprak hierover op het Internationaal Wiskundecongres van 1908). In het bijzonder probeerde hij de mogelijke torsiegroepen in te beperken, wat uiteindelijk Barry Mazur in de jaren zeventig gelukte. Bovendien was hij met Peano en vóór Zermelo een van de eersten die expliciet het keuzeaxioma in de verzamelingenleer formuleerde (1902). Als gevolg van het werk van zijn leraar Segre, dat hij gedeeltelijk corrigeerde, leverde hij belangrijke bijdragen aan de theorie over de oplossing van singulariteiten van algebraïsche oppervlakken (1897), wat overigens later bekritiseerd werd door Zariski.
Zijn jongere broer Eugenio Elia Levi is ook een bekende wiskundige, die onder andere werkte in de functietheorie voor meerdere complexe variabelen. Hij stierf in de Eerste Wereldoorlog in 1917, net als een andere broer van Levi.
In 1956 ontving Levi de Feltrinelli-prijs. Levi was sinds 1909 getrouwd en had drie kinderen.

## Weblink
- Biografie